# Pommery (Fernsehreihe)
Pommery ist eine von 2002 bis 2006 ausgestrahlte dreiteilige Fernsehfilmreihe des Senders ZDF um die fiktive Familie Fischbach. Die Reihe wurde von der Ziegler Film produziert.

## Inhalt
Bei Familie Fischbach geht es stets turbulent zu. Ein Zusammentreffen findet lediglich zu besonderen Anlässen wie Weihnachten, Hochzeiten und Bestattungen statt. Während Luise versucht, den Kontakt zur Familie, einschließlich ihrer Geschwister Frieder und Jasmin, zu halten, will ihr Ehemann Gideon seine Ruhe haben und Zeit mit den Kindern verbringen.

## Episodenliste
| Nr. | Originaltitel              | Erstausstrahlung | Regie           | Drehbuch                                      |
| --- | -------------------------- | ---------------- | --------------- | --------------------------------------------- |
| 1   | Pommery und Putenbrust     | 22. Dez. 2002    | Manfred Stelzer | Thommie Bayer, Dagmar Hansen, Manfred Stelzer |
| 2   | Pommery und Hochzeitstorte | 12. Sep. 2005    | Manfred Stelzer | Mathias Klaschka, Manfred Stelzer             |
| 3   | Pommery und Leichenschmaus | 3. Jan. 2006     | Manfred Stelzer | Daniel Call, Manfred Stelzer                  |